# استر هانش
استر هانش ترکیبی آلی با فرمول شیمیایی HN(MeC=C(CO۲Et))۲CH۲ است که در آن Me = متیل (CH۳) و Et = اتیل (C۲H۵) است. این ماده به صورت جامد بی‌رنگ بوده و نمونه ای از ۴٬۱-دی‌هیدروپیریدین است. نام این ترکیب از آرتور رودولف هانش گرفته شده‌است که نخستین بار روش سنتز آن را در سال ۱۸۸۱ کشف کرد. این ترکیب یک هیدرید دهنده است، و برای برای کاهش ایمین‌ها به آمین‌ها استفاده می‌شود. استر هانش آنالوگ مصنوعی NADH است که یک دی‌هیدروپیریدین طبیعی محسوب می‌شود.

## فرآوری
استر هانش را می‌توان با سنتز پیریدین هانش که در آن فرمالدهید، دو اکی‌والان اتیل استواستات و آمونیوم استات با هم ترکیب می‌شوند، به دست آورد.

## ساختار
همان‌طور که توسط بلورنگاری پرتوی ایکس تأیید شده، استر هانش دارای یک هسته مسطح C5N است.

## جهت مطالعه
- Hantzsch, A. (1881). "Condensationprodukte aus Aldehydammoniak und Ketonartigen Verbindungen". شمیشه بریشته. 14 (2): 1637–8. doi:10.1002/cber.18810140214.

## همچنین ببینید
- سنتز پیرول هانش